# Мемориална църква „Кайзер Вилхелм“
Мемориалната църква „Кайзер Вилхелм“ (на немски: Kaiser-Wilhelm-Gedächtniskirche, но най-вече известна като Gedächtniskirche (ɡəˈdɛçtnɪsˈkɪʁçə)) е протестантска църква, свързана с Евангелската църква в Берлин, Бранденбург и Силезийска Горна Лужица, регионален орган на Евангелската църква в Германия. Той се намира в Берлин на Kurfürstendamm в центъра на Breitscheidplatz.
Оригиналната църква на мястото е построена през 90-те години на XIX век. Тя е силно повредена при бомбардировка през 1943 година. Настоящата сграда, която се състои от църква с прилежащо фоайе и отделна камбанария с прикрепен параклис, е построена между 1959 и 1963 година. Повреденият шпил на старата църква е запазен, а приземният ѝ етаж е превърнат в мемориална зала.
Мемориалната църква днес е известна забележителност на Западен Берлин и е наречена от берлинчани der hohle Zahn, което означава „кухият зъб“.
Изграждането на църквата е част от протестантска програма за изграждане на църкви, инициирана от кайзер Вилхелм II и неговата съпруга Августа Виктория, за да се противопоставят на германското работническо движение и социалистическото движение чрез връщане към традиционните религиозни ценности. Вилхелм II решава да кръсти църквата в чест на дядо си кайзер Вилхелм I. Конкурсът за дизайн е спечелен от Франц Швехтен, член на Bauakademie, който се отличава с дизайна на Anhalter Bahnhof. Швехтен, роден в Рейнландер, планира да бъде построена голяма църква в неоромански стил, моделиран по модела на Бонския минстър с каменна фасада от Туф. Неговият дизайн включва 2 квадратни метра стенна мозайка, 500 метра висок шпил (сега 371 метра) и кораб, който побира над 233 души.
Основният камък е положен на 22 март 1891 г., когато е рожденият ден на Вилхелм I. Църквата е посветена на 1 септември 1895 г., в навечерието на Деня на Седан. По това време входното антре в долната секция все още не беше завършено; тази част от църквата не е отворена и осветена до 22 февруари 1906 г. Разходите за строителство възлизат на 6,8 милиона златни марки, набрани предимно чрез дарения. Дизайнът на църквата, доста непознат в района на Бранденбург, вдъхновява няколко архитектурни проекта в околността, като сградата Romanisches Café, също проектирана от Швехтен.
През Втората световна война, в нощта на 23 ноември 1943 г., църквата е силно повредена при въздушно нападение. И все пак това в никакъв случай не беше непоправимо. Остатък от кулата и голяма част от входното антре оцеляват непокътнати, както и олтарът и баптистерията. След войната, през 1947 г., кураториумът на фондация Kaiser-Wilhelm-Gedächtniskirche (Stiftung) решава в полза на възстановяването на църквата, но начинът, по който това трябва да се направи, е спорен до края на 50-те години на XX век. В двуетапен конкурс за дизайн през 1956 г. въпросът дали обезопасеният остатък от кулата трябва да бъде съборен или запазен е оставен отворен. Победителят в конкурса, архитект Егон Ейерман, първоначално предлага, и в двете си предложения, остатъкът от стария шпил да бъде съборен, в полза на напълно ново строителство. Но този план предизвиква обществен отзвук, в който разрушената кула се характеризира като „сърцето на Берлин“; в резултат на това Ейерман ревизира дизайна, за да запази кулата. Той е съборил по-голямата част от останалата структура, за да построи модерната църква, която сега заема по-голямата част от обекта.

## Интериорът на новата църква
Новата църква е проектирана от Ейерман и се състои от четири сгради, групирани около останалите руини на старата църква. Първоначалният дизайн включва разрушаването на кулата на старата църква, но след натиск от страна на обществеността е решено да се включи в новия дизайн. Четирите сгради включват, на запад от руините, новата църква с фоайе на запад, а на изток от руините, кула с параклис на североизток. Планът на църквата е осмоъгълен, докато планът на кулата е шестоъгълен. Тези компоненти са разположени на плато с дължина 100 метра и ширина 40 метра. Новите сгради са изградени от бетон, стомана и стъкло. Стените на църквата са изградени от бетонна пчелна пита, съдържаща 21 292 витражни инкрустации. Стъклото, проектирано от Габриел Лоара, е вдъхновено от цветовете на стъклото в катедралата в Шартр. Преобладаващият цвят е син, с малки участъци от рубиненочервено, изумруденозелено и жълто. Църквата е с диаметър 35 метра и височина 20,5 метра с капацитет над 1 метра. Поради отличителния външен вид на новите сгради понякога е наричан Lippenstift und Puderdose (червилото и кутията за прах) от берлинчани.
Вътре в църквата, срещу входа, над олтара е окачена фигура на възкръсналия Христос. Това е направено от tombak и е проектирано от Карл Хаметер. Кръстът на олтара, от Петер Таухниц, е от позлатено сребро с 37 планински кристала. Вляво от олтара е кръщелният шрифт на стойка, пълна с мрамор от Карара, който съдържа майоликова купа за светената вода. Вдясно от олтара има осмоъгълен амвон. Срещу олтара на галерията има орган, съдържащ около 5 тръби, който е построен от Карл Шуке. Плексигласови панели са монтирани над галерията на органите, за да се подобри акустиката. До североизточната стена на църквата са разположени три произведения на изкуството. Първата е бронзова плоча в памет на протестантските мъченици, загинали по време на нацисткия режим между до 1933 година. Тя включва испанско дървено разпятие, датиращо от XIX век. Плочата е поставена в църквата на 13 юли 1964 г., когато се навършват 20 години от опита за убийство на Хитлер. До нея е сталинградската Мадона, символ на надеждата и помирението. Това е рисунка с въглен, направена от Курт Ройбер по времето на Битката при Сталинград, когато е бил хванат в капан на Коледа през 1942 година. Копия от тази рисунка са изпратени до катедралата в Ковънтри и Руската православна църква в Сталинград (сега Волгоград). Третият предмет на изкуството е икона на Дева Мария от Волгоград.
Кулата е с диаметър 12 метра и височина 53,5 метра с плосък покрив. На върха на кулата има стълб, носещ позлатена сфера, над която има позлатен кръст. Тя съдържа камбанария с шест бронзови камбани, изляти от френско оръдие, плячка от Френско-пруската война от 1870 – 71 г. Основният камък на новата църква е положен на 9 май 1959 г., церемонията по покриването ѝ е извършена на 16 декември 1960 г., новите камбани са осветени на 19 юли 1961 г., новата църква е осветена на 17 декември 1961 г., а фоайето и параклисът са завършени през декември 1963 г.

## Камбаните на новата църква
През 1894 г. кайзер Вилхелм II дарява 50 000 паунда бронз от пленени оръдия, за да отлее нова камбана за мемориалната църква „Кайзер Вилхелм“. Камбаните трябва да са също толкова мощни, колкото и сградата. 5 камбани са направени през същата година в дворцовата камбанолеярна Франц Шилинг в Аполда. Когато е завършена, камбаната е най-голямата по рода си в Германия. Голямата камбана с името Queen Luise & Kaiser Wilhelm I тежи цели 13 230 кг. Когато камбаните пристигат в Берлин на 1 юни 1895 г., те са карани през града в церемониално шествие и осветени на 18 юни от генералния надзирател Фабер. Преди да бъде инсталирана камбана около 1900 г., са били необходими около 20 звънци, за да се получи целият звънец. След Втората световна война камбаните са свободни, но няколко десетилетия по-късно вече нямат този късмет. Между 1942 и 1943 г. по-големите камбани са разбити, докато най-малките е позволено да останат на кулата като камбана. Когато мемориалната църква „Кайзер Вилхелм“ пада в градушка от бомби през ноември 1943 г., последната останала камбана от някога добре познатия звън е силно повредена. През 1949 г. те са изпратени обратно в Аполда. По-нататъшната ѝ съдба е неизвестна, но може да се предположи, че е била претопена. Въпреки това, руините на мемориалната църква „Кайзер Вилхелм“ не трябва да останат изцяло без камбани. През 1954 г. от железния завод на Франц Веерен са поръчани три железни камбани, които от този момент нататък трябва да служат като камбани за стачка на часовника. Дълго време те не си вършели работата, защото в хода на новото строителство на църквата се желаело съответно представително звънене. През 1960 г. е дошло времето: в камбаната и художествената леярна Gebr. Rincker в Sinn, камбана от 6 части и карийон са създадени за старата кула. Две от трите железни камбани са доставени в Берлин-Нойкьолн, какво се е случило с третата, не е известно. На 19 юли 1961 г. са открити и пуснати в експлоатация новите камбани и новопостроената камбанария. Камбаната се възползва не само от ясно прогресивното си ребро, но и от отличната акустика на кулата. Не на последно място, именно благодарение на качеството на камбаните тук е създаден вероятно най-красивият звън на германската столица и безспорният шедьовър на компанията „Ринкер“! Надписите, направени с помощта на врязаната техника, са особено интересни. Може би най-красивото и дълбокото може да се намери на голямата камбана: „Вашите градове са изгорени с огън, но спасението Ми е завинаги и правдата Ми няма да има край“.
Различни камбани бият по различни поводи:
- Молитви, семейно поклонение, кръщенета и бракове: Камбани 6, 5 и 4
- Вечерня и погребения на органи: Камбани 6, 5, 4 и 3
- Неделно богослужение: Камбани 6, 5, 4, 3 и 2
- Празнични услуги: Всички камбани (6 – 1)

## Шпил и мемориална зала –
Входното антре в основата на повредения шпил е отворено отново за посетители, след като е осветено на 7 януари 1987 г. Подът му съдържа мозайка на Архангел Михаил, който се бори с дракона. Сводът показва шествие на принцовете на Хоенцолерн и включва изображение на престолонаследника Вилхелм, който никога не става крал, след като баща му Вилхелм II абдикира от трона през 1918 г. Други мозайки показват важни монарси в средновековна Германия, мислители на Реформацията и принцове на Реформацията. Барелефни скулптури илюстрират сцени от библейски истории (Яков се бори с ангела, Исус в Гетсиманската градина и Пиета), сцени от живота на кайзер Вилхелм I и символични фигури, представляващи война и мир. В северната апсида са разположени 16 панела, които разказват историята на старата църква и нейното разрушаване. В противоположния край на залата има три предмета, които символизират историята на църквата. В средата има повредена статуя на Христос, която първоначално е стояла на олтара на старата църква. Вдясно от него е Кръстът на пироните, който е направен от пирони от покривните греди на катедралата в Ковънтри, които са били сериозно повредени при германско въздушно нападение на 16 ноември 1914 г. Вляво от статуята на Христос има иконен кръст, който е даден от Руската православна църква и предаден през 1940 г. Извън залата са четири фигури от пясъчник, изработени от Стефан Каене през 1998 г.
През декември 2007 г. Чарлз Джефри Грей, бивш британски пилот, извършил бомбардировки над Германия през Втората световна война, се присъединява към кампания за спасяване на мемориалната църква „Кайзер Вилхелм“ от разпад. След като прочел за състоянието на църквата, Грей се свързал с Волфганг Кухла, председател на консултативния съвет на църквата, настоявайки кулата ѝ да бъде възстановена. В отговор е създаден фонд, който да помогне за повишаване на разходите за ремонта му.